# Hebbani, Mulbagal
Hebbani là một làng thuộc tehsil Mulbagal, huyện Kolar, bang Karnataka, Ấn Độ.